# Ellen Altfest
Ellen Altfest (Nueva York, 1971) es una pintora estadounidense que vive y trabaja en Nueva York. Es conocida por sus representaciones realistas de paisajes y naturalezas muertas que a menudo difuminan la distinción entre ambos géneros. 

## Trayectoria
Altfest se graduó de la Universidad de Cornell con una licenciatura en Pintura y otra en inglés, obtuvo un máster en Pintura en Yale en 1997, y estudió en la Escuela de Pintura y Escultura Skowhegan.
Según el crítico de arte Randy Kennedy, Altfest es conocida por sus "lienzos minuciosamente elaborados que observan las cosas del mundo". Por ejemplo, mientras completaba su obra Tree (2013), Altfest pasó 13 meses sentada frente al tronco de un árbol explorando sus detalles. Altfest también es conocida por sus obras de pequeña escala. El Árbol mencionado, un óleo sobre lienzo, tiene aproximadamente el tamaño de un folio.
En 2005 Altfest expuso diez obras en Bellwether Gallery en su "primera exposición en una galería de Nueva York". En 2006 organizó Men, una exposición colectiva de diez pinturas de hombres realizadas por diez mujeres artistas diferentes en la I-20. Al año siguiente, la galería White Cube de Londres realizó una exposición individual de su obra que incluía la primera serie extensa de pinturas de hombres. Con este motivo se publicó una monografía de su obra. Su trabajo ha aparecido en destacadas exposiciones que incluyen The Leg en la Fundación Chinati en Marfa, Texas (2010), Head and Plant en el New Museum de Nueva York (2012), The Encyclopedic Palace en el Bienal de Venecia (2013) y una exposición que repasa su obra en la Galería MK en Milton Keynes, Reino Unido en 2015.
Las influencias de Altfest incluyen The Large Turf de Alberto Durero, Jackson Pollock, Sylvia Sleigh y Lucian Freud.
Otras obras suyas son:
- Large Rock, (2002).
- Studio Window, (2003).
- Timbleweed, (2005).
- Tow Logs, (2005).
- Penis, (2006).
- Reclining Nude, (2006-2007).
- Gourds, (2006-2007).
- Green Gourd, (2007).
- The Butt, (2007).
- The Bent Leg, (2008).
- Torso, (2010).
- Armpit, (2011).
- Abdomen, (2015).